# Snowboarding na Zimowych Igrzyskach Olimpijskich 2014
Snowboarding na Zimowych Igrzyskach Olimpijskich 2014 – konkurencje w snowboardingu podczas Zimowych Igrzysk Olimpijskich 2014, rozgrywane w dniach 8–22 lutego 2014 w Krasnej Polanie, oddalonej o 40 km od głównego miasta igrzysk – Soczi, w parku narciarskim Ekstrim-park Roza Chutor. W ramach igrzysk zawodnicy i zawodniczki walczyli w pięciu konkurencjach: snowcrossie, half-pipe, slalomie równoległym, slalomie gigancie równoległym i slopestyle’u. Po raz pierwszy łącznie rozdanych zostało dziesięć kompletów medali, ponieważ do programu igrzysk dołączył slalom równoległy i slopestyle.

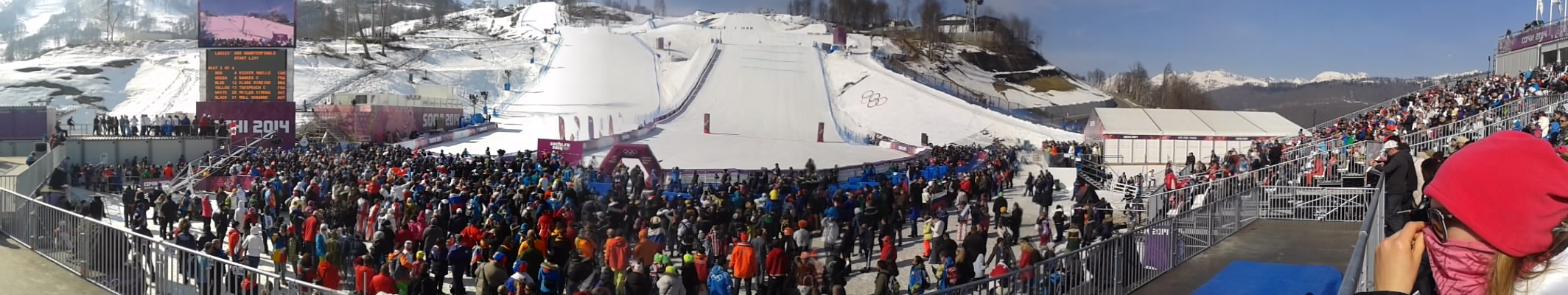
Rosa Khutor Extreme Park – widok na metę snowboardowego slopestyle’u, snowboardcrossu, giganta i slalomu równoległego

## Terminarz
| Data      | Konkurencja                                | Godzina                 |
| --------- | ------------------------------------------ | ----------------------- |
| 6 lutego  | Slopestyle mężczyzn (kwalifikacje)         | 10:00 UTC+4 / 7:00 CET  |
| 6 lutego  | Slopestyle kobiet (kwalifikacje)           | 14:00 UTC+4 / 11:00 CET |
| 8 lutego  | Slopestyle mężczyzn                        | 9:30 UTC+4 / 6:30 CET   |
| 8 lutego  | Slopestyle mężczyzn                        | 12:45 UTC+4 / 9:45 CET  |
| 9 lutego  | Slopestyle kobiet                          | 10:30 UTC+4 / 7:30 CET  |
| 9 lutego  | Slopestyle kobiet                          | 13:15 UTC+4 / 10:15 CET |
| 11 lutego | Halfpipe mężczyzn                          | 14:00 UTC+4 / 11:00 CET |
| 11 lutego | Halfpipe mężczyzn                          | 19:00 UTC+4 / 16:00 CET |
| 11 lutego | Halfpipe mężczyzn                          | 21:30 UTC+4 / 18:30 CET |
| 12 lutego | Halfpipe kobiet                            | 14:00 UTC+4 / 11:00 CET |
| 12 lutego | Halfpipe kobiet                            | 19:00 UTC+4 / 16:00 CET |
| 12 lutego | Halfpipe kobiet                            | 21:30 UTC+4 / 18:30 CET |
| 16 lutego | Snowboard cross kobiet                     | 11:00 UTC+4 / 8:00 CET  |
| 16 lutego | Snowboard cross kobiet                     | 13:15 UTC+4 / 10:15 CET |
| 17 lutego | Snowboard cross mężczyzn                   | 11:00 UTC+4 / 8:00 CET  |
| 17 lutego | Snowboard cross mężczyzn                   | 13:30 UTC+4 / 10:30 CET |
| 19 lutego | Slalom gigant równoległy kobiet i mężczyzn | 9:15 UTC+4 / 6:15 CET   |
| 19 lutego | Slalom gigant równoległy kobiet i mężczyzn | 13:00 UTC+4 / 10:00 CET |
| 22 lutego | Slalom równoległy kobiet i mężczyzn        | 9:15 UTC+4 / 6:15 CET   |
| 22 lutego | Slalom równoległy kobiet i mężczyzn        | 13:15 UTC+4 / 10:15 CET |

## Zestawienie medalistów
| Konkurencja              | Złoto               | Wynik           | Srebro            | Wynik             | Brąz            | Wynik           |
| Mężczyźni                |                     |                 |                   |                   |                 |                 |
| Slopestyle               | Sage Kotsenburg     | 93,50           | Ståle Sandbech    | 91,75             | Mark McMorris   | 88,75           |
| Halfpipe                 | Iouri Podladtchikov | 94.75           | Ayumu Hirano      | 93.50             | Taku Hiraoka    | 92.25           |
| Snowboard cross          | Pierre Vaultier     | Pierre Vaultier | Nikołaj Olunin    | Nikołaj Olunin    | Alex Deibold    | Alex Deibold    |
| Slalom równoległy        | Vic Wild            | Vic Wild        | Žan Košir         | Žan Košir         | Benjamin Karl   | Benjamin Karl   |
| Slalom gigant równoległy | Vic Wild            | Vic Wild        | Nevin Galmarini   | Nevin Galmarini   | Žan Košir       | Žan Košir       |
| Kobiety                  |                     |                 |                   |                   |                 |                 |
| Slopestyle               | Jamie Anderson      | 95,25           | Enni Rukajärvi    | 92,50             | Jenny Jones     | 87,25           |
| Halfpipe                 | Kaitlyn Farrington  | 91,75           | Torah Bright      | 91,50             | Kelly Clark     | 90,75           |
| Snowboard cross          | Eva Samková         | Eva Samková     | Dominique Maltais | Dominique Maltais | Chloé Trespeuch | Chloé Trespeuch |
| Slalom równoległy        | Julia Dujmovits     | Julia Dujmovits | Anke Karstens     | Anke Karstens     | Amelie Kober    | Amelie Kober    |
| Slalom gigant równoległy | Patrizia Kummer     | Patrizia Kummer | Tomoka Takeuchi   | Tomoka Takeuchi   | Alona Zawarzina | Alona Zawarzina |

## Wyniki

### Mężczyźni

#### Slopestyle
| Miejsce | Zawodnik          | Reprezentacja     | Wynik | Strata |
| ------- | ----------------- | ----------------- | ----- | ------ |
| złoto   | Sage Kotsenburg   | Stany Zjednoczone | 93,50 |        |
| srebro  | Ståle Sandbech    | Norwegia          | 91,75 | +1,75  |
| brąz    | Mark McMorris     | Kanada            | 88,75 | +4,75  |
| 4.      | Sven Thorgren     | Szwecja           | 87,50 | +6,00  |
| 5.      | Maxence Parrot    | Kanada            | 87,25 | +6,25  |
| 6.      | Jamie Nicholls    | Wielka Brytania   | 85,50 | +8,00  |
| 7.      | Peetu Piiroinen   | Finlandia         | 81,25 | +12,25 |
| 8.      | Yūki Kadono       | Japonia           | 75,75 | +17,75 |
| 9.      | Sebastien Toutant | Kanada            | 58,50 | +35,00 |
| 10.     | Billy Morgan      | Wielka Brytania   | 39,75 | +53,75 |

#### Halfpipe
| Miejsce | Zawodnik            | Reprezentacja            | Czas  |
| ------- | ------------------- | ------------------------ | ----- |
| 01 !    | Iouri Podladtchikov | Szwajcaria               | 94,75 |
| 02 !    | Ayumu Hirano        | Japonia                  | 93,50 |
| 03 !    | Taku Hiraoka        | Japonia                  | 92,25 |
| 4.      | Shaun White         | Stany Zjednoczone        | 90,25 |
| 5.      | David Hablützel     | Szwajcaria               | 88,50 |
| 6.      | Zhang Yiwei         | Chińska Republika Ludowa | 87,25 |
| 7.      | Shi Wancheng        | Chińska Republika Ludowa | 81,00 |
| 8.      | Tim-Kevin Ravnjak   | Słowenia                 | 72,25 |
| 9.      | Kent Callister      | Australia                | 68,50 |
| 10.     | Danny Davis         | Stany Zjednoczone        | 53,00 |

#### Snowboard cross
| Miejsce | Zawodnik             | Reprezentacja     |
| ------- | -------------------- | ----------------- |
| 01 !    | Pierre Vaultier      | Francja           |
| 02 !    | Nikołaj Olunin       | Rosja             |
| 03 !    | Alex Deibold         | Stany Zjednoczone |
| 4.      | Paul-Henri de Le Rue | Francja           |
| 5.      | Stian Sivertzen      | Norwegia          |
| 6.      | Luca Matteotti       | Włochy            |
| 7.      | Lucas Eguibar        | Hiszpania         |
| 8.      | Kevin Hill           | Kanada            |
| 9.      | Trevor Jacob         | Stany Zjednoczone |
| 10.     | Hanno Douschan       | Austria           |

#### Slalom równoległy
| Miejsce | Zawodnik      | Reprezentacja |
| ------- | ------------- | ------------- |
| złoto   | Vic Wild      | Rosja         |
| srebro  | Žan Košir     | Słowenia      |
| brąz    | Benjamin Karl | Austria       |
| 4.      | Aaron March   | Włochy        |

#### Slalom gigant równoległy
| Miejsce | Zawodnik        | Reprezentacja |
| ------- | --------------- | ------------- |
| złoto   | Vic Wild        | Rosja         |
| srebro  | Nevin Galmarini | Szwajcaria    |
| brąz    | Žan Košir       | Słowenia      |
| 4.      | Patrick Bussler | Niemcy        |

### Kobiety

#### Slopestyle
| Miejsce | Zawodniczka      | Reprezentacja     | Czas  |
| ------- | ---------------- | ----------------- | ----- |
| 01 !    | Jamie Anderson   | Stany Zjednoczone | 95,25 |
| 02 !    | Enni Rukajärvi   | Finlandia         | 92,50 |
| 03 !    | Jenny Jones      | Wielka Brytania   | 87,25 |
| 4.      | Sina Candrian    | Szwajcaria        | 87,00 |
| 5.      | Šárka Pančochová | Czechy            | 86,25 |
| 6.      | Karly Shorr      | Stany Zjednoczone | 75,00 |
| 7.      | Torah Bright     | Australia         | 66,25 |
| 8.      | Isabel Derungs   | Szwajcaria        | 58,50 |
| 9.      | Elena Könz       | Szwajcaria        | 54,50 |
| 10      | Anna Gasser      | Austria           | 51,75 |

#### Halfpipe
| Miejsce | Zawodniczka        | Reprezentacja            | Czas  |
| ------- | ------------------ | ------------------------ | ----- |
| 01 !    | Kaitlyn Farrington | Stany Zjednoczone        | 91,75 |
| 02 !    | Torah Bright       | Australia                | 91,50 |
| 03 !    | Kelly Clark        | Stany Zjednoczone        | 90,75 |
| 4.      | Hannah Teter       | Stany Zjednoczone        | 90,50 |
| 5.      | Rana Okada         | Japonia                  | 85,50 |
| 6.      | Cai Xuetong        | Chińska Republika Ludowa | 84,25 |
| 7.      | Sophie Rodriguez   | Francja                  | 79,50 |
| 8.      | Li Shuang          | Chińska Republika Ludowa | 73,25 |
| 9.      | Liu Jiayu          | Chińska Republika Ludowa | 68,25 |
| 10.     | Mirabelle Thovex   | Francja                  | 67,00 |

#### Snowboard cross
| Miejsce | Zawodniczka        | Reprezentacja     |
| ------- | ------------------ | ----------------- |
| 01 !    | Eva Samková        | Czechy            |
| 02 !    | Dominique Maltais  | Kanada            |
| 03 !    | Chloé Trespeuch    | Francja           |
| 4.      | Faye Gulini        | Stany Zjednoczone |
| 5.      | Aleksandra Żekowa  | Bułgaria          |
| 6.      | Michela Moioli     | Włochy            |
| 7.      | Lindsey Jacobellis | Stany Zjednoczone |
| 8.      | Belle Brockhoff    | Australia         |
| 9.      | Zoe Gillings       | Wielka Brytania   |
| 10.     | Simona Meiler      | Szwajcaria        |

#### Slalom równoległy
| Miejsce | Zawodniczka       | Reprezentacja |
| ------- | ----------------- | ------------- |
| złoto   | Julia Dujmovits   | Austria       |
| srebro  | Anke Karstens     | Niemcy        |
| brąz    | Amelie Kober      | Niemcy        |
| 4.      | Corinna Boccacini | Włochy        |

#### Slalom gigant równoległy
| Miejsce | Zawodniczka     | Reprezentacja |
| ------- | --------------- | ------------- |
| złoto   | Patrizia Kummer | Szwajcaria    |
| srebro  | Tomoka Takeuchi | Japonia       |
| brąz    | Alona Zawarzina | Rosja         |
| 4.      | Ina Meschik     | Austria       |